# Piotr Wiwczarek
Piotr "Peter" Paweł Wiwczarek (Olsztyn, 22 de outubro de 1965) é um músico polonês, vocalista e guitarrista da banda Vader.

## Discografia

### Vader
- Necrolust Demo (1989)
- Morbid Reich (1990)
- The Ultimate Incantation (1993)
- The Darkest Age -Live (1993)
- Sothis MCD(1994)
- An Act Of Darkness/I.F.Y EP (1995)
- De Profundis (1995)
- Future Of The Past (1996)
- Reborn In Chaos (1997)
- Black to the Blind (1997)
- Vision And Voice VHS (1998)
- Live In Japan (1998)
- Litany (2000)
- Reign Forever World (2001)
- Revelations (2002)
- More Vision And Voice DVD (2002)
- Blood MCD (2003)
- Beware The Beast (2004)
- The Beast (2004)
- Night Of The Apocalypse DVD (2005)
- The Art Of War (2005)
- Impressions in Blood (2006)
- And Blood Was Shed In Warsaw

DVD (2007)
- XXV CD (2008)
- Necropolis (2009)